# Asynchronous Transfer Mode
El Mode de Transferència Asíncrona (en anglès, Asynchronous Transfer Mode o ATM) és una tecnologia de comunicació asíncrona desenvolupada per a fer front a la gran demanda de capacitat de transmissió per a serveis i aplicacions.

## Descripció del procés ATM
Amb aquesta tecnologia, amb l'objectiu d'aprofitar al màxim la capacitat dels sistemes de transmissió, siguin aquests de cable o radioelèctrics, la informació no es transmet i es commuta a través de canals dedicats, sinó en forma de curts paquets (cel·les ATM) de longitud constant i que poden ser encaminades individualment mitjançant l'ús dels denominats camí virtual i circuit virtual.
Figura 1.- Diagrama simplificat del procés ATM
En la Figura 1 es pot veure com diferents fluxos d'informació, de característiques diferents quant a velocitat i format, són agrupades en l'anomenat Mòdul ATM per a ser transportats mitjançant grans enllaços de transmissió a velocitats de 155 o 600 Mbit/s facilitats generalment per sistemes SDH.
Cada cel·la ATM consta de 53 bytes, 48 per a la informació d'usuari i 5 de capçalera amb la informació de control.
En el terminal transmissor, la informació s'escriu byte a byte en el camp d'informació d'usuari de la cel·la, i a continuació se li afegeix la capçalera.
A l'altra punta de l'enllaç, el receptor extreu la informació byte a byte de les cel·les i, segons la informació de la capçalera, l'envia allà on aquesta ho indiqui. En el cas que existeixi més d'un camí entre els punts d'origen i els de destí, no totes les cel·les enviades durant el temps de connexió d'un usuari seran necessàriament encaminades per la mateixa ruta, ja que en ATM totes les connexions funcionen sobre una base virtual.

## Estructura d'una cel·la ATM
Una cel·la ATM consisteix en una capçalera de 5 bytes i 48 bytes d'informació de l'usuari. Aquesta mida de 48 bytes d'informació d'usuari va ser un compromís entre les necessitats de la telefonia de veu i les xarxes de paquets, obtingut a partir d'una simple mitjana entre la proposta dels EUA (64 bytes) i la proposta d'Europa (32 bytes), on algú va dir que el motiu era que els Europeus no necessitarien cancel·ladors d'eco a les connexions nacionals.
L'estàndard ATM defineix dos tipus de format de cel·la: NNI (Network to Network Interface o interfície xarxa a xarxa) i UNI (User to Network Interface o interfície usuari a xarxa). El format més emprat és el UNI.
| 7                            |     |     | 4   | 3   |     |     | 0   |
| GFC                          | GFC | GFC | GFC | VPI | VPI | VPI | VPI |
| VPI                          | VPI | VPI | VPI | VCI | VCI | VCI | VCI |
| VCI                          |     |     |     |     |     |     |     |
| VCI                          | VCI | VCI | VCI | PT  | PT  | PT  | CLP |
| HEC                          |     |     |     |     |     |     |     |
| Camp d'Informació (48 bytes) |     |     |     |     |     |     |     |

| 7                            |     |     | 4   | 3   |     |     | 0   |
| VPI                          |     |     |     |     |     |     |     |
| VPI                          | VPI | VPI | VPI | VCI | VCI | VCI | VCI |
| VCI                          |     |     |     |     |     |     |     |
| VCI                          | VCI | VCI | VCI | PT  | PT  | PT  | CLP |
| HEC                          |     |     |     |     |     |     |     |
| Camp d'Informació (48 bytes) |     |     |     |     |     |     |     |

GFC = Control de Flux Genèric o Generic Flow Control (4 bits) (default: 4-bits a zero)
VPI = Identificador del Camí Virtual o Virtual Path Identifier (8 bits UNI) o (12 bits NNI)
VCI = Identificador del Canal Virtual o Virtual Channel Identifier (16 bits)
PT = Tipus de Càrrega Útil o Payload Type (3 bits)
CLP = Prioritat de pèrdua de cel·les o Cell Loss Priority (1-bit)
HEC = Capçalera de Correcció d'Errors o Header Error Correction (8-bit CRC, Polinòmic = X8 + X² + X + 1)
El camp PT s'utilitza per designar diversos tipus especials per a cel·les per a operacions i manteniments (Operation and Management) i per delimitar el límit del paquet en algunes AALs.
Molts dels protocols d'enllaç d'ATM utilitzen el camp HEC per generar un algorisme CRC-Based Framing, que permet la posició de cel·les ATM per ser trobades sense requerir cap sobrecàrrega més enllà del qual d'una altra manera seria necessari per a la protecció de la capçalera. El CRC de 8 bits s'utilitza per corregir l'error d'un sol bit de la capçalera i detectar possibles errors en diversos bits. Quan es detecten errors en diversos bits, aleshores la cel·la actual i les següents seran descartades fins que es detecti una capçalera sense errors.
L'estàndard originàriament va reservar el camp GFC per a tasques de gestió de tràfic o submultiplexació de sistemes entre usuaris, però a la pràctica no s'utilitza. En un principi aquest camp va ser pensat per permetre que diversos terminals compartissin una sola connexió de xarxa, de la mateixa manera que dos telèfons RDSI poden compartir una sola connexió bàsica amb la mateixa tarifa. Les cel·les NNI el fan servir per a estendre el camp VPI a 12 bits. Tots quatre bits GFC han de ser zero per defecte.
Els camps VPI i VCI s'utilitzen per a seleccionar el camí i circuit virtual que recorrerà la cel·la. El camp PTI es fa servir per a designar el tipus de cel·la. Finalment, el camp HEC conté un codi de detecció d'errors que només cobreix la capcelera (no la informació de l'usuari), i que permet corregir errors simples i detectar un bon nombre d'errors múltiples.

## Perspectiva de la tecnologia ATM
Aquesta tecnologia va ser l'aposta de la indústria tradicional de les telecomunicacions per a les comunicacions de banda ampla. Es va plantejar com l'eina per a la construcció de xarxes de banda ampla (B-ISDN) basades en commutació de paquets en comptes de la tradicional commutació de circuits.
El desplegament de la tecnologia ATM no ha estat l'esperat pels seus promotors. Les velocitats per a les que estava ideada (fins a 622 Mbps) han estat ràpidament superades; no és clar que ATM sigui l'opció més adequada per a les xarxes actuals i futures, de velocitats de l'ordre del gigabit. ATM s'ha trobat amb la competència de les tecnologies provinents de la indústria de la informàtica, que amb projectes tals com VoIP semblen oferir millors perspectives de futur. En l'actualitat, ATM és àmpliament utilitzat alla on es necessita donar suport a velocitats moderades, como és el cas de l'ADSL, encara que la tendència és substituir aquesta tecnologia per d'altres com Ethernet.